# Tóti
Tóti (románul: Tăuteu) falu Romániában, Bihar megyében, Nagyváradtól 56 km-re északkeletre, a Hegyközben, a Bisztra folyó mellett.

## Nevének eredete
Neve korai szláv lakosságára utal, amely azonban hamar elmagyarosodott. Első említése: Toty (1291–1294).

## Története
Eredetileg mai helyétől délnyugatra, a Telekpataka-völgyben települt. (A középkorban Komádi felett egy másik, Tóti nevű helység is létezett.) A 13. századtól a sólyomkővári uradalomhoz tartozott. 1552-ben 42 portából állt, ami kb. 750 főt jelentett. 1556-ban lakói áttértek a református vallásra. 1598-ban Bocskai Istváné volt, kb. 330 fővel.
Báthory Anna 1614-ben mintegy négy évre a kortársai által mohó birtokszerzőnek ismert Rhédey Ferenc váradi főkapitánynak ajándékozta „egyik birtokát, Tóti falvát”, a neki nyújtott ideiglenes védelem fejében. 1735-ben 62 családfő lakta. Legnagyobb birtokosa a Baranyi család volt és jelentős volt bortermesztése is. 1848-ban Bónis Sámuel Baranyi Félix kastélyában éjszakázott a vasládában őrzött magyar koronával. 1967-től olajkutakat fúrtak, amelyekből ma már egy sem működik.

## Népessége
- 1900-ban 1210 lakosából 1144 volt magyar, 55 román és 10 szlovák anyanyelvű; 900 református, 103 görögkatolikus, 95 római katolikus, 94 zsidó és 18 ortodox vallású.
- 2002-ben 1121 lakosából 1017 volt magyar, 83 román és 15 német nemzetiségű; 859 református, 166 római katolikus, 54 ortodox és 34 baptista vallású.

## Látnivalók
- A 99. sz. alatt egy eredetileg 1455-ben épült kastély filagóriája és pincéje.
- Rhédey-porta (235. sz.)
- Baranyi-ház (366. sz.)

## Híres emberek
- Itt született 1946. december 31-én Gittai István költő.
- Itt született 1946. március 3-án Mészáros Zoltán tanár, fafaragó.
- Itt született 1951. augusztus 9-én Tóth István fotóművész (Ștefan Tóth A.FIAP).
- Itt született 1952. január 13-án Marius Tabacu filmrendező, riporter, műfordító, zongoraművész.